# Червоненский поселковый совет (Глуховский район)
Червоненский поселковый совет (укр. Червоненська селищна рада) — входит в состав
Глуховского района
Сумской области
Украины.
Административный центр поселкового совета находится в 
пгт Эсмань.

## Населённые пункты совета
- пгт Эсмань
- с. Калиновка
- с. Лужки